# Samantha Fox Strip Poker
Samantha Fox Strip Poker ist ein Strip-Poker-Computerspiel, das von Software Communications entwickelt und ab 1986 von Martech vermarktet wurde. Das Spiel wurde für Amstrad CPC, C64, MSX und Sinclair ZX Spectrum veröffentlicht. Samantha Fox ist die Hauptdarstellerin in dem Programm.

## Spielbeschreibung
Samantha Fox Strip Poker beschreibt ein Seven-Card-Stud-Pokerspiel. Der Spieler versucht, durch wiederholtes Gewinnen von einzelnen Pokerpartien, digitalisierte Bilder des Fotomodells freizuschalten, die im Verlauf des Spiels immer freizügiger dargestellt werden. Diese Freizügigkeit ist vergleichbar mit jenen Pin-up-Fotos, die die Karriere von Fox begründeten – „mehr als blanke Busen bekam der Spieler nicht zu sehen.“ Insgesamt sind im Spiel sechs verschiedene Schwarz-Weiß-Bilder enthalten. Die Darstellung der Karten geschieht dagegen in Farbe. Laut Werbeanzeigen für das Spiel sei es dem Programm möglich, das Spielverhalten des Spielers zu analysieren („able to analyse your play“). Weiter wurde das Spiel als die „wohl leistungsstärkste Simulation, die jemals für einen Heimcomputer geschrieben wurde“ („Probably the most powerful simulation ever written for a home microcomputer“), beworben. Wie in der Ausgabe 5/86 des Magazins Aktueller Software Markt beschrieben wird, handelt es sich bei diesem Analysieren lediglich um einen Cheat des Computerprogramms: Jenes kennt die Karten des Spielers und weiß daher, ob dieser blufft.
Für die Spielmusik werden The Entertainer von Scott Joplin und The Stripper von David Rose verwendet. Die Umsetzung der Stücke fertigte Rob Hubbard unter dem Pseudonym „John York“ an. Hubbard wollte nicht, dass sein Name mit dem Spiel assoziiert wird, da er es für „solch ein kitschiges Spiel hielt und die Firma auf jenen kitschigen und schwachen Musikstücken bestand“ („Sam Fox Strip Poker was such a cheesy title and they wanted that cheesy lame music along with it“).

## Rezeption
Das ASM-Magazin bewertete die Spielmotivation mit zehn von zehn Punkten, die Grafik mit neun Punkten sowie die Musik mit acht Punkten. So wurde vor allem die Analysierungsgabe des Programms, der Sound sowie die Anleitung und Grafik gelobt. Nachteile seien die Schwarz-Weiß-Darstellung und dass Bilder der Hauptdarstellerin und Musik nur nach einem gewonnenen Spiel angezeigt und abgespielt werden. Das Happy Computer Spiele-Sonderteil Sonderheft 2/86 vergab eine Wertung von 19 %. Das „frauenfeindliche“ Computerspiel sei primitiver „Quatsch, der niemandem etwas bringt“. Die Grafik sei ein „Lacherfolg“ aus „wirren Pixel-Kolonien“.
Your Sinclair vergab acht von zehn Punkten und beschrieb einen „kombinierten Nervenkitzel von Glücksspiel und nackten Körpern“ („combined thrill of gambling and naked bodies“). Das britische Magazin CRASH bewertete das Spiel mittelmäßig. Es sei zwar eines der besten Computer-Pokerspiele, jedoch sei es die bessere Alternative, eine Woche lang die Ausgaben der Sun zu kaufen, um Bilder der Hauptdarstellerin zu sehen. Diese Alternative sei billiger und die Fotos in viel besserer Qualität.
Der Spiegel beschrieb 2001 retrospektiv die Grafik als „schlecht digitalisierte Bildchen“.